# أكيلا والنحلة
أكيلا والنحل هو فيلم درامي أمريكي صدر عام 2006 من تأليف وإخراج دوج أتشيسون. يروي قصة أكيلا أندرسون (كيكي بالمر)، وهي فتاة تبلغ من العمر 11 عامًا تشارك في سكريبس نحلة التهجئة الوطنية، ووالدتها (أنجيلا باسيت)، وزملائها في المدرسة، ومدربها، الدكتور جوشوا لارابي (لورانس فيشبورن). كما يضم طاقم الممثلين كورتيس أرمسترونج، جيه آر فياريال، شون مايكل أفابل، إريكا هوبارد، لي تومسون يونغ، جوليتو ماكولوم، ساهارا جاري، إدي ستيبلز، وتزي ما.
تم تطوير الفيلم على مدى 10 سنوات من قبل أتشيسون، الذي جاء بالمفهوم الأولي بعد مشاهدة فيلم «سكريبس ناشيونال سبلينغ بي» عام 1994 ولاحظ أن غالبية المتنافسين جاءوا من خلفيات اجتماعية واقتصادية ميسورة. بعد الانتهاء من السيناريو في عام 1999، فاز أتشيسون بإحدى زمالات نيكول في كتابة السيناريو في عام 2000، والتي جذبت المنتجين سيد جانيس ونانسي هولت جانيس. بعد عدم القدرة الأولية على تأمين التمويل، حصل المشروع على ريح ثانية نتيجة لنجاح الفيلم الوثائقي سبيل باوند 2002. قامت «ليونز غايت فيلمز» بالإنتاج في عام 2004 وفي العام التالي تم تصويره في جنوب لوس أنجلوس بميزانية تزيد عن 6 ملايين دولار.
لاحظ أتشيسون أن موضوعه للفيلم، الذي يعتبر فيلمًا ملهمًا، كان يدور حول التغلب على العقبات على الرغم من التحديات الصعبة على طول الطريق. وقال أيضًا إنه يريد تصوير الأمريكيين الأفارقة بطريقة غير نمطية وحاول إظهار كيف يدمج الأطفال الأمريكيون من أصل أفريقي بعض الصور النمطية. يلمح الفيلم إلى أهمية المجتمع بالإضافة إلى المشاكل التي تواجهها المجتمعات السوداء. كما أنه سلّط الضوء على أهمية الاحترام في المدرسة من خلال انتقاده نظام المدارس العامة. قال أعضاء فريق التمثيل أنه على الرغم من أن الفيلم كان يستهدف الأطفال، إلا أنهم اعتبروا أنه يحتوي على دروس مهمة للآباء أيضًا.
تم إصدار أكيلا والنحل في الولايات المتحدة في 28 أبريل 2006، وقد استقبله النقاد والجمهور بشكل إيجابي. أشاد المراجعون بقصته وطاقم العمل، وأشادوا بأداء بالمر، على الرغم من أن بعض النقاد انتقدوا القصة على أنها مألوفة ومعقولة، وانتقدوا تصوير الشخصيات الأمريكية الآسيوية. حقق الفيلم 19 مليون دولار، وحصل على عدد من الجوائز والترشيحات، بما في ذلك جوائز بلاك ريل وجوائز NAACP للصور. أشاد النقاد السينمائيون به بشدة لتجنبه الصور النمطية الأفريقية الأمريكية الشائعة في أفلام هوليوود، في حين كان العلماء أقل تفضيلًا، حتى أنهم قالوا إنها تعزز بعض الكليشيهات والأفكار النمطية.

## القصة
أكيلا أندرسون فتاة بالغة من العمر 11 عامًا، من عشاق الإملاء، تحضر مدرسة كرينشاو المتوسطة، وهي مدرسة غالبية طلابها من العرق الأسود في جنوب لوس أنجلوس. تعيش مع والدتها الأرملة تانيا وإخوتها الثلاثة الأكبر سنًا، كيانا، ديفون، وتيرينس، وابنة أختها الرضيعة التي لم تذكر اسمها. مديرها، السيد ولش، يقترح عليها التسجيل في كرينشاو تهجئة النحل على مستوى المدرسة، والتي ترفضها في البداية. بعد تهديدها بالاحتجاز لما تبقى من الفصل الدراسي، تدخل نحلة التهجئة وتفوز. بعد فترة وجيزة، قام الدكتور جوشوا لارابي، أستاذ اللغة الإنجليزية الزائر، باختبار أكيلا وقرر أنها جيدة بما يكفي للمنافسة فيناشيونال سبلينغ بي. ومع ذلك، رفضت د. لارابي تدريبها لأنها وقحة معه. نتيجة لذلك، تدرس أكيلا بمفردها لتحضير نحلة التهجئة المحلية. على الرغم من أن أكيلا أخطأت في تهجئة كلمتها خلال الجولة الأخيرة من النحلة، إلا أنها مؤهلة للنحلة الإقليمية عندما تمسك كيانا بالغش في النهائي. كما يلتقي أكيلا ويصادق مع خافيير مينديز، صبي أمريكي مكسيكي يبلغ من العمر 12 عامًا وزميله في الإملاء. دعاها جفيي للانضمام إلى نادي التدقيق الإملائي في مدرسته الإعدادية في وودلاند هيلز.
في وودلاند هيلز، يلتقي أكيلا مع ديلان تشيو، الصبي الأمريكي الصيني الذي فاز بالمركز الثاني في آخر نحل تهجئة وطني. بعد أن أخطأت أكيلا في تهجئة كلمة، أخبرها أنها بحاجة إلى مدرب. بعد ذلك، دعا خافيير أكيلا لحفلة عيد ميلاده، بينما شعرت تانيا بالاكتئاب بسبب سلوك تيرانس السيئ، ودرجات أكيلا وتغيبها المتكرر عن المدرسة، ووفاة زوجها (بعد أن أطلق سارق النار عليه وهو في طريقه إلى المنزل من العمل قبل خمس سنوات) عندما اكتشفت أن أكيلا ستذهب بمفردها إلى وودلاند هيلز، فقد منعت أكيلا من المشاركة في نحلة الولاية القادمة وأجبرتها على الالتحاق بالمدرسة الصيفية لتعويض جميع الفصول التي تخطتها. للتحايل على هذا الحظر، تزوّر أكيلا توقيع والدها المتوفى على استمارة الموافقة وتدرس سرًا مع الدكتور لارابي. في الحفلة، كادت أكيلاتيتفوق على ديلان في سكرابل. بعد ذلك، سمعت أكيلا أن والد ديلان شديد المنافسة يهينها ويوبخ ابنه لأنه كاد يخسر أمام «فتاة سوداء صغيرة». خلال نحلة الدولة، تأتي تانيا إلى الداخل وتقاطع ابنتها قبل أن تتمكن من تهجئة كلمتها. تانيا تعاقب أكيلا على ذهابها إلى النحلة دون إذنها ولكنها تراجعت بعد مناقشة جانبية مع الدكتور لارابي والسيد ولش. يحمي جافير أكيلا من عدم الأهلية عن طريق المماطلة حتى تتمكن من العودة. تقدم ديلان وخافيير وأكيلا إلى نحلة سكريبس الوطنية للتهجئة.
مع اقتراب عيد الميلاد، خرجت أكيلا لشراء هدية للدكتور لارابي، ولكن عندما قابلته، كشف أنه سيترك تدريبها لأنها تذكره بابنته المتوفاة دينيس؛ ماتت بسبب مرض عضال غير متوقع عندما كانت أصغر من عقيلة. وبدلًا من ذلك، أعطى الدكتور لارابي أكيلا 5000 بطاقة تعليمية للدراسة. بدون مدربها، ورفضها صديقتها المقربة جورجيا، والشعور بضغط سكان الحي الذي تعيش فيه لجعلهم فخورين، تفقد أكيلا دافعها. ومع ذلك، أخبرتها تانيا أنها إذا نظرت حولها، ستدرك أن لديها «50000 مدرب». تقوم أكيلا بتجنيد أفراد عائلتها وزملائها والمعلمين والأصدقاء والجيران للاستعداد بشكل جدي. بعد لم الشمل مع الدكتور لارابي، ذهبت أكيلا إلى واشنطن العاصمة معه، مع تانيا وجورجيا والسيد ويلش وديفون، غير مدركين أن مدربها قد دفع ثمن أربعة من تذاكرهم. تعيد جورجيا إحياء صداقتها مع أكيلا بعد أن دعتها. خلال المنافسة، أصبحت أكيلا مفضلة لدى الجماهير. بعد القضاء على جميع المنافسين الآخرين، لم يبق سوى ديلان وأكيلا. يُسمح للمتسابقين النهائيين بالاستراحة، حيث يسمع أكيلا والد ديلان يضغط عليه بشدة للفوز، لذلك تحاول أكيلا أن يخسر عمدًا. ديلان، الذي سئم القدرة التنافسية لوالده، أخطأ في تهجئتها عمدًا أيضًا. يخبر ديلان أكيلا أنه يريد منافسة عادلة. ثم يشرع الاثنان في تهجئة كل كلمة مدرجة من قبل الحكام حتى يتم إعلانهما بطلين. بعد أن تهجأت أكيلا الكلمة الأخيرة لـ Pulchritude (نفس الكلمة التي أخطأت في تهجئتها في بداية الفيلم)، فازت.
في مشهد الاعتمادات المتوسطة، تتزوج تانيا من الدكتور لارابي ويصبح والد أكيلا الجديد.

## الممثلون
كيكي بالمر مثلت أكيلا أندرسون:

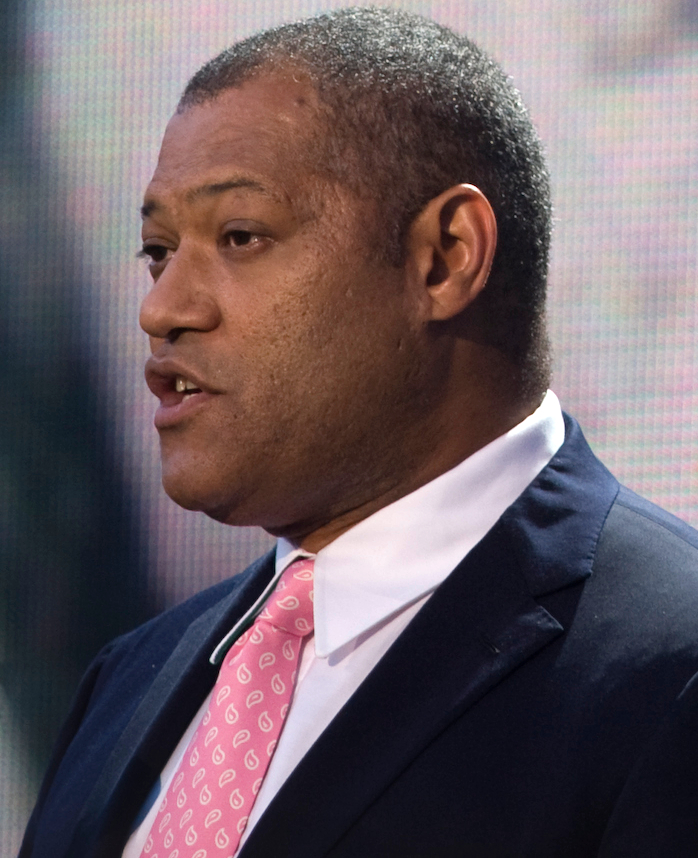

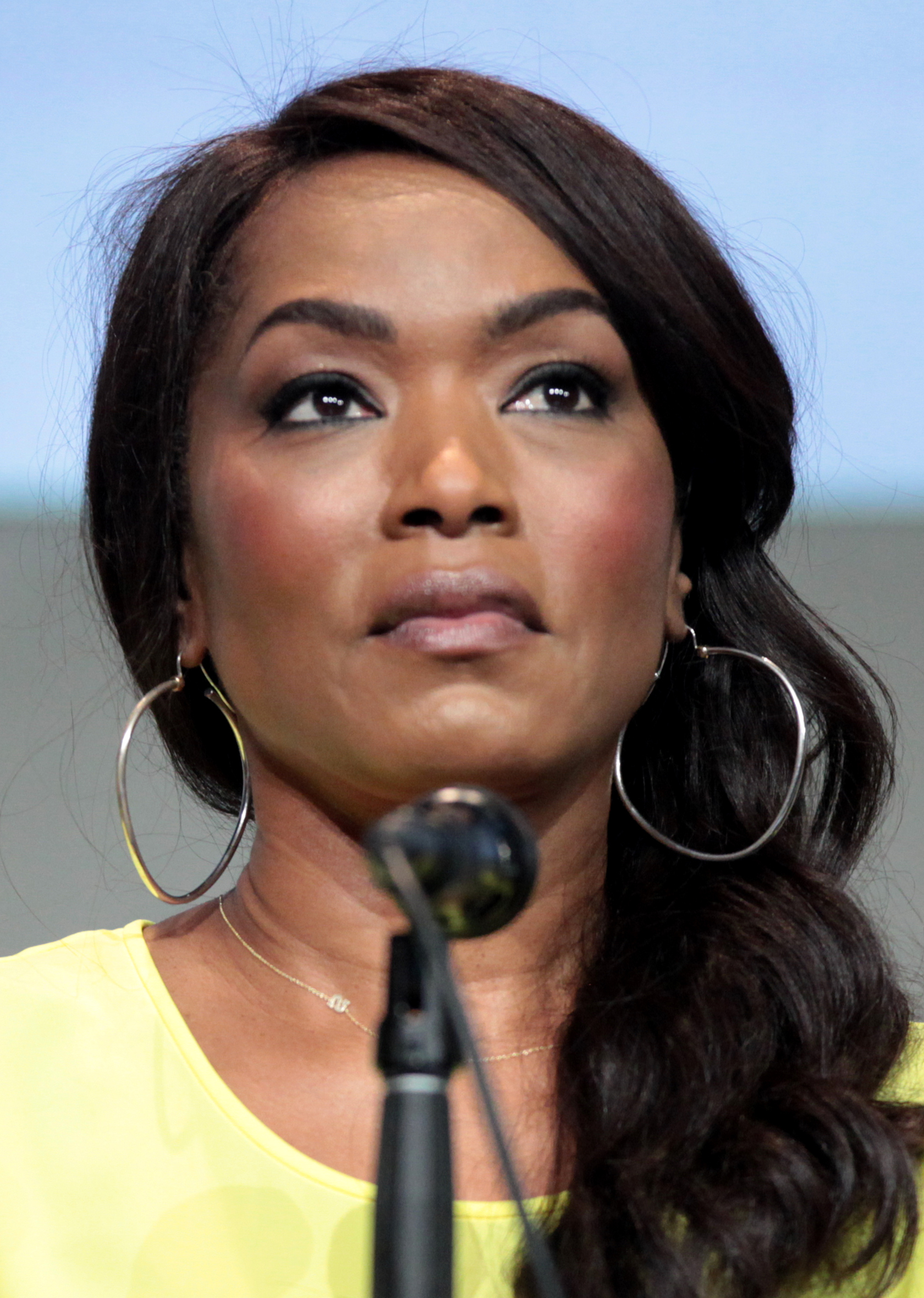
كانت لورانس فيشبورن وأنجيلا باسيت بطلي الفيلم إلى جانب كيكي بالمر. انجذب تاريخها إلى فيشبورن وباسيت. قال فيشبورن إنه "تأثر بها حقًا"، و "أحبها" باسيت فقط.

تم اختبار ثلاثمائة فتاة لأداء دور أكيلا في لوس أنجلوس ونيويورك وأتلانتا، مع اختبار بالمر خمس مرات للحصول على الدور. أحب أتشيسون تمثيل بالمر، ولكن العامل الرئيسي في اختيارها هو حقيقة أنها في سن العاشرة فقط كان لدى بالمر بالفعل تفسير عميق للسيناريو. اختارها لأنه لا يريد طفلًا سيأمره، ولكن بدلاً من ذلك شخصًا يمكن أن يتعاون معه: شخص يفهم الدور و «سيجعل هذه الشخصية خاصة بها.» لقد ساعدها فقط في القيام بذلك بشكل كامل تأكد من أنها ستتفهم مشاعر الشخصية وتتخذ «الخيارات العاطفية الصحيحة».
لورانس فيشبورن مثل الدكتور جوشوا لارابي:
كان فيشبورن مسرورًا بمفهوم الفيلم، مشيرًا إلى أنه «تأثر به حقًا»، لذلك وافق على المشاركة «بسعر مناسب»، وفقًا للمنتج مايكل روميرسا. قرأ السيناريو لأول مرة في عام 2002 وتأثر بحقيقة أنه «كان هناك عدد قليل جدًا من الأشخاص الذين لديهم الشجاعة» لـ «صنع هذا النوع من الأفلام» كما قبل أن يكون منتجًا للفيلم. حول الشخصية، قال أتشيسون إن لارابي «ضعيف» و«رجل حساس للغاية» لديه «سلطة أخلاقية هادئة». وأكد أيضًا أن فيشبورن جعل لارابي «نوعًا من النوع الذي يتسم بأزرار متوازنة إلى حد ما» و«أكثر حيوية بمهارة» من تصوره للشخصية. يعتمد لارابي على المعلم روبرت لارابيل الذي كان لدى أتشيسون في فينيكس، أريزونا.
أنجيلا باسيت بدور تانيا أندرسون:
أرسل لها وكيل باسيت السيناريو الذي «أحبته للتو». أشاد أتشيسون بتصوير باسيت للشخصية، مؤكدة أنها «جعلت من تانيا شخصًا حقيقيًا» بعد أن فهمت «عملية التفكير في الشخصية». قالت المخرجة إن تانيا تريد الأفضل لعقيلة لكنها متحفظة لأنها تعتقد أن «الحلم سيفشل ويزيد الأمور سوءًا». شددت باسيت على أن شخصيتها يجب أن تتعامل مع ألم وفاة زوجها بالإضافة إلى دفع الفواتير. لكن أن تانيا «تكتسب قدرًا من الشجاعة بنفسها» مستوحاة من أكيلا.
كورتيس ارمسترونج مثل بوب ويلش:
وأشار أتشيسون إلى أرمسترونج «كان الخيار الأمثل لمدير المدرسة». حول دور شخصيته في الفيلم، قال: «ولش متحمس للغاية ويوفر الكثير من الارتياح الهزلي في قصتنا.»
جي آر فياريال مثل خافيير مينديز:
تم اختيار فياريال من قبل الكشافة في فندق شيراتون في جنوب ماك ألين للانتقال إلى المرحلة التالية في دالاس. بعد أداء جيد في دالاس، تم إرساله إلى الاختبارات في كاليفورنيا وحصل أخيرًا على الدور. وعلق قائلاً: «خافيير صديق جيد جدًا لأكيلا... وأيضًا مثل جاذبيته وشخصيته، يمكنه دائمًا وضع ابتسامة على وجهك. إنه حقًا لا يهتم بما يعتقده الناس عنه كثيرًا وهو يساعد أكيلا على الخروج من هذه المسألة الصغيرة كونها تهتم كثيرًا بما يعتقده الناس عنها».
شون مايكل افابل مثل ديلان تشيو:
من وجهة نظر أفابل أن شخصيته يمكن أن تكون «قاسية في بعض الأحيان ويبدو أنها عنيفة»، ولكن هذا بسبب الضغط الذي يمارسه عليه والده، مشيرًا إلى أن «شخصية ديلان الحقيقية» تظهر في نهاية الفيلم.
صحارى جاري في دور جورجيا كارفر:
قام جاري «بحوالي ستة تجارب أداء» لأخذ الدور. وعلقت على ذلك بخصوص شخصيتها: «إنها تشجع أكيلا، لأنها ترى فيها الكثير من الصفات لدرجة أنها لا تعتقد أنها تمتلكها. جورجيا تهدف إلى الانخفاض، لكنها تشجع أكيلا على تحقيق أهداف أعلى».
إيريكا هوبارد، لي طومسون يونغ، جوليتو ماكولوم يصورون شقيقة أكيلا وإخوتها كيانا وديفون وتيرينس على التوالي. داليا فيليبس تظهر في دور معلمة أكيلا، السيدة كروس،  وإدي ستيبلز في دور ديريك ت. يلعب تزي ما دور السيد تشيو، والد ديلان، بينما يلعب وولفجانج بوديسون دور والد الأطفال وزوج تانيا الذي لم يذكر اسمه.

## الإنتاج

### الكتابة
كان لدى دوج أتشيسون أولًا فكرة صنع فيلم عن تهجئة النحل بعد مشاهدة فيلم سكريبس ناشيونال سبلينغ بي عام 1994 ولاحظ أن معظم المتسابقين لديهم "خلفيات مميزة". اعتبر أتشيسون أيضًا أن النحل يحتوي على "كل الدراما والتوتر والقيمة الترفيهية لحدث رياضي"، وشعر أن هذا يمكن تحويله إلى فيلم. من هذا، خطرت له فكرة كتابة سيناريو يتبع قصة طفل لديه موهبة في تهجئة النحل ولكنه من حي منخفض الدخل، لذا لم يكن لديه "إمكانية الوصول إلى الموارد أو التدريب لمتابعة ذلك كما كان لدى هؤلاء الأطفال الآخرين . كان لديه الرغبة في صنع" قصة شبيهة بالروكي "وعلى الرغم من جعلها حبكة" درامية "، فقد أعلن أنها" فيلم رياضي في الأساس ".
بدأ أتشيسون سيناريو فيلمه في عام 1999، عندما كتب معالجة من خمس صفحات في غضون شهر تقريبًا. بالإضافة إلى حقيقة أنه كان يعمل في مشاريع أخرى، قال أتشيسون إنه انتظر سنوات قبل أن يبدأ في الكتابة لأنه «اعتقد أن شخصًا آخر سيفعل ذلك أولاً». لم يحدث هذا، فبدأ في الكتابة بنفسه. تم إجراء تغييرات قليلة في عملية الانتقال من المسودة الأصلية إلى المنتج النهائي. كان أحد التغييرات أنه في البداية، كان لأم أكيلا دور أصغر وكان والد عقيلة على قيد الحياة. أيضًا، كان لارابي رجلًا أكبر سنًا (72 عامًا)، وتم قطع بعض الشخصيات. ومع ذلك، فقد لخصت أتشيسون أن «الخطوات التي تمر بها، والأصدقاء الذين حصلوا عليها، كانوا دائمًا على حالها».

### تطوير النص
في عام 2000، قدم أتشيسون نصه إلى أكاديمية فنون وعلوم الصور المتحركة جنبًا إلى جنب مع حوالي 4500 آخرين، على أمل الفوز بزمالات نيكول في كتابة السيناريو. انتهى نص أتشيسون إلى كونه واحدًا من خمسة نصوص تم اختيارها، وفاز بالمنحة. عرض المحرر جلين فار، الذي كان وقتها عضوًا في اللجنة، تحرير فيلم أتشيسون بمجرد انتهائه. كما انجذب المنتج سيد جانيس إلى القصة خلال حفل تقديم الجوائز. شجعته نانسي هولت غانيس، زوجة سيد التي كانت مهتمة بالتعليم العام، على متابعة الفيلم.
تم إنتاج الفيلم بواسطة ليونز غايت فيلمز وانترتينمنت 2929 وستاربكس انترتينمنت وأوت أوف ذا بلو انترتينمنت ورياكتور فيلمز وسينما جيبسي للإنتاج، بميزانية تبلغ حوالي 6-8 ملايين دولار. ومع ذلك، وجد الزوجان صعوبة في تأمين التمويل للفيلم. في أغسطس 2001، حصلت بانوبتك بيكتشر لـداني ليوين على حقوق نص أتشيسون. في عام 2002، تم إصدار الفيلم الوثائقي «سبيل باوند» وجذب الانتباه إلى تهجئة النحل، والتي، وفقًا لهولت جانيس، «ساعدتنا بطريقة ما».في نوفمبر 2004، أعلنت شركة ليونز غايت فيلمز أنها ستمول الفيلم وتوزعه؛ وبالتعاون مع انترتينمنت 2929 ستشارك في تمويل الإنتاج. في يناير 2006، أعلنت ستاربكس عن شراكة مع ليونزغايت لتسويقها.
هناك عامل آخر في عدم وجود استوديو مرفق من قبل وهو رغبة أتشيسون في توجيهه لأنه أراد التأكد من أن قصته ستبقى هي القصة التي تصورها. أرادت العديد من الاستوديوهات تحويل شخصية لارابي إلى شخصية بيضاء لكن أتشيسون شعرت «أنه من المهم أن يكون معلم أكيلا شخصًا يأتي من الحي الذي تعيش فيه ، ويشبهها». وافق مايكل باسورنيك، رئيس الإنتاج في ليونز غايت، على أنه يجب على أتشيسون توجيه نص، يدعي أنه الشخص الوحيد الذي يمكنه فعل ذلك لأن القصة «كانت في قلبه وعقله».

### التصوير
بدأ التصوير في فبراير 2005؛ صور الطاقم لمدة عشر ساعات يوميًا لمدة واحد وثلاثين يومًا. كان على بالمر البالغ من العمر 11 عامًا أن يتبع قوانين عمالة الأطفال في الولايات المتحدة ، والتي تقضي بقضاء ثلاث ساعات على الأقل يوميًا في المدرسة ، وواحدة في الترفيه ، وواحدة على الغداء. ومع ذلك، ظهر بالمر في كل مشهد تقريبًا، حيث علق غانيس عليه ، «أنا بصراحة لا أعرف كيف توصلنا إلى ذلك ، لكننا فعلنا ذلك». لإنجاز التصوير في الوقت المحدد ، قام أتشيسون برسم المشاهد المصورة مسبقًا وتحدث مع المصور السينمائي ديفيد مولن ومصمم الإنتاج وارن يونج وجلين فار لتجميع قائمة بالمشاهد. وبهذه الطريقة ، بدأ فريق التصوير كل يوم في معرفة اللقطات التي سيلتقطونها، وترتيبهم، والعروض المقررة لكل يوم. جرت معظم عمليات التصوير في جنوب لوس أنجلوس، والتي اختارها أتشيسون كموقع للتصوير بسبب ميزانيتها المنخفضة. تم تصوير المشاهد أيضًا في جامعة جنوب كاليفورنيا، هوليوود بالاديوم - التي كانت في قاعة الرقص الكبرى في فندق حياة بواشنطن العاصمة - ومدرسة البندقية الثانوية.

### الأصالة
لإضفاء المصداقية على تصوير الفيلم للنحل الإملائي، تم التعاقد مع جورج هورنيدو، الذي تنافس في تهجئة النحل في الحياة الواقعية، ليلعب دور المتسابق رومان ويكون «مستشارًا تقنيًا غير رسمي». ساعد هورنيدو الممثلين على إعادة خلق «عادات وخصوصيات معينة يقومون بها على خشبة المسرح لمساعدتهم على التهجئة». وهكذا، تمت إضافة حبل القفز أكيلا لحفظ الكلمات على أنه «شيء طبيعي بالنسبة للنحلة الإملائية» ولكن أتشيسون حاول ابتكرها بطريقة «خفية» حيث كان يعتقد أن الجمهور يمكن أن يعتبر هذا غير واقعي. تم اختيار هورنيدو والأطفال الآخرين الذين لم يتصرفوا من قبل بسبب صورهم الحقيقية للمتسابقين المتوترين؛ الأطفال الآخرون، في نظر أتشيسون، كانوا «كبارًا جدًا في كيفية تصرفهم». أيضًا، لعب جاك بيلي، الذي فاز بجائزة سكريبس ناشيونال سبيلينج بي في عام 1980 وهو حاليًا المتحدث الرسمي للمسابقة، منذ عام 2003، دوره في الفيلم.
لمزيد من المساعدة للموظفين، طلب أتشيسون من بيج كيمبال ، مديرسكريبس ناشيونال سبلينغ بي، أن يكون مستشارًا. كانت كيمبال «مندهشة ليس فقط من مدى الدقة في إعادة إنتاجها، ولكن أيضًا لمدى مصداقية الأفراد والممثلين للحدث.» ومع ذلك، كانت هناك بعض الخلافات بين هي والمؤسسة. اعترف أتشيسون بأنه خلق قصة درامية أكثر مما أرادت. ومع ذلك، فقد اعتقد أن معظم الخلافات كانت حول الإجراءات الفنية، «أشياء لن تلاحظها حتى». على سبيل المثال، تم في الأصل رعاية الأطفال من قبل الصحف للمنافسة، لكن أتشيسون شعر أن هذه التفاصيل لم تحسن القصة، لذا قام بإزالتها. كانت هناك بعض المخاوف بشأن السيناريو، وقام أتشيسون بتغيير بعضها «لأنه كان يعتقد أنه لا يهم بطريقة أو بأخرى، لذلك جعلهم سعداء.»

### الموسيقى
يعرض الفيلم مقطوعة موسيقية لآرون زيغمان، الذي كتب 45 دقيقة من المقطوعات الموسيقية في أسبوعين ونصف. كان قد خطط لتسجيل أكيلا وبي خلال الإجازات ، لكن ليونز عايت دفعت تاريخ إصدارها، لذلك تم الضغط على زيغمان للحصول على الوقت لكتابة النتيجة. استمد الإلهام من أداء فيشبورن لكتابته. أصدرت شركة ليونز غايت ريكوردز ألبومًا صوتيًا يتكون من 16 مسارًا في صفقة مع توزيع RED الخاص بـ BMG في 4 أبريل 2006. بلغت ذروتها في المرتبة 193 على بيلبورد 200، ووصلت إلى المركزين التاسع عشر والسادس على بيلبورد توب إندبندنت ألبومات وأعلى موسيقى تصويرية على التوالي. تم إصدار النتيجة الأصلية، المكونة من 37 أغنية، في 4 أبريل باعتبارها حصرية على iTunes.

## المواضيع والتحليل[22][23][24]
رأى المعلقون على Akeelah and the Bee أنها تتناول مواضيع متعددة، بما في ذلك العرق، العنصرية، الفقر، النظام التعليمي، المنافسة والروح الرياضية، احترام الذات، صورة ذاتية، وصمة عار، مجتمع، صداقة، الجنس والتمييز على أساس الجنس، العمر، الطبقة والطبقية، والتمكين. أكد أتشيسون أن تركيزه ليس التهجئة ولكن «الطفل الذي يتعلم ما تجيده، يصبح فخورًا بذلك ولا يريد إخفاءه بعد الآن. إنه يتغلب على الخوف من أن تكون رائعًا ، قبل أن تكون رائعًا.» وصفه سيد جانيس بأنه فيلم «عن الأمل والقيام بأشياء عظيمة رغم كل الصعاب»، بينما أعلن مراجع في نيويورك برس أنه «يعالج حالة الإنسان».
بعد التحاقه بمدرسة USC للفنون السينمائية والعمل في مركز للشباب في جنوب لوس أنجلوس، قام أتشيسون بدمج تجاربه من الحي في الفيلم. ومن بينهم ، سمع أن الأطفال الذين ينجحون في المدرسة يُقال إنهم «يتصرفون بالبيض». نتيجة لذلك ، حاول أتشيسون استخدام الفيلم لإظهار ما يجعل هؤلاء الأطفال يشكون في قدراتهم.تظهر هذه الشكوك من خلال التصورات المسبقة لأكيلا وأعضاء المجتمع الآخرين بأن «سبلينغ بيهو لشخص آخر». «يجب عليها أولًا التغلب على شعورها بعدم الكفاءة»، وعندما تكتشف أن لارابي يأتي من منطقتها وأنها رجل ناجح ، فإنها «تمكنها من ... إنجاز هذه المهمة». صرحت فيشبورن معاملة الفيلم يمتد العرق إلى ما وراء ثنائية النضال والنجاح، ويذهب إلى التحيز الذي يحمله الكثير من الناس ضد السود الذين يتنافسون في المجتمع السائد. أوضحت أتشيسون، «الأمر يتعلق بعدم ثقة هذه الفتاة في فعل شيء لم تره أشخاصًا يشبهونها يفعلون». وأكد المخرج أن الأطفال الأمريكيين من أصل أفريقي في السينما لا يطمحون عادة إلا إلى النجاح في الرياضة أو الموسيقى أو الرقص. وجادل بأن صناعة السينما قد نشرت «أكاذيب حول دونية السود»، لذلك كان مهتمًا بالتركيز على عقولهم بدلًا من تركهم يستسلمون للصور النمطية. أشار أتشيسون إلى أنه أنشأ المشروع لجميع الجماهير «ولكن بشكل خاص للأطفال الملونين لرؤية فتاة سوداء صغيرة تفعل شيئًا قويًا.»
كما عزا المخرج تدني احترام أكيلا وشكوكها في قدراتها إلى نظام المدارس العامة ، حيث تتعرض للتنمر و «سحق فضولها الفكري نوعًا ما». على هذا النحو ، يتم تصوير أكيلا على أنها «طالبة غير محفزة»، والتي «ترغب في أن يتم وصمها بأنها مهووسة أو عقلية» تتجنب إظهار قدراتها. وفقًا لـ ويسلي موريس من بوسطن غلوب، يُظهر الفيلم «التناقض الذي يشعر به الطلاب الموهوبون في بيئة غير مضيافة.» ورأت آن هورنادي من صحيفة واشنطن بوست أن جملة أكيلا «لماذا أريد أن أمثل مدرسة لا هل لديك أبواب على دورات المياه؟» هي «واحدة من العديد من الانتقادات الدقيقة في الفيلم لسياسات التعليم في البلاد.» وقالت أماندا ل. هودجز، التي كتبت في المجلة الإنجليزية، إنها تقترح نهجًا جديدًا في التدريس مع جزء «50000 مدرب»؛ وأعلنت أنه يفكك صورة المعلمين «على أنهم أولئك الذين يحافظون على النظام وينشرون المعرفة» ويظهر أن «كل نشاط ليس نشاطًا منعزلاً يبدأ وينتهي عند باب الفصل».
علق فياريال أن الفيلم "يعلمك ألا تخذل أصدقاءك"، بينما أبرز فيشبورن وهورنادي موضوعه عن المجتمع. قالت ماريت إنجمان من صحيفة أوستن كرونيكل إن الفيلم يشير إلى "نموذج تعاوني قائم على المجتمع لنجاح المجموعة"، بينما قال جاستن تشانج من فاريتي إنه "يركز ... على تأثير توحيد المجتمع للنحلة". قالت هودجز إن أكيلا تذهب إلى نحلة التهجئة لأنها تدرك ذلك "يثبت أن شخصًا ما من منطقتهم يمكن أن يحقق النجاح ، وإنجازها بالمعنى الحقيقي هو إنجازهم الخاص بهم". في المقابل ، كتب برنارد بيك لـ ميلتي كلتشيرال برسبكتيف أنه يصور "نجاح المثابرة الفردية"، بينما عبرت كاثرين ليندر من "ريد فيتشر جورنال" عن رأي مماثل حول النجاح الفردي. ومع ذلك، علق كينيث توران من صحيفة لوس أنجلوس تايمز قائلاً "إنه يثير نقاطًا مهمة حول ... عقبات النجاح التي يواجهها الأطفال من الأحياء الفقيرة". ذهب مراجع نيويورك برس إلى أبعد من ذلك وقال إن الطبقة الاجتماعية هي "موضوعها الحقيقي". "لأنه" يصور أساسيات التنقل الطبقي التي يتم أخذها بشكل روتيني كأمر مسلم به ". ومع ذلك، أكد تشانغ على أنه يُظهر مسابقة نحل التهجئة على أنها "قوة ديمقراطية"، بينما كتب روب أصغر، لصحيفة سياتل تايمز، أنها تتعامل مع اللغة الإنجليزية على أنها "الأداة الأمريكية المثالية للنجاح".
لاحظ كل من فيشبيرن وباسيت أيضًا أن إحدى الرسائل المهمة للفيلم هي "التحدث بشكل صحيح" بدلاً من التحدث باللغة العامية بشكل صارم، على الرغم من تأكيد باسيت على أهمية موضوعات الفيلم بخلاف التهجئة والتهجئة النحل. أضاف أتشيسون أنه بالإضافة إلى تعلم كيفية تهجئة الكلمات، يجب أن يتعلم أكيلا أهمية الكلمات. قال إن لارابي "ينظر إلى عقيلة كقائدة محتملة. يريدها أن تفهم تاريخها. تحتاج إلى معرفة أهمية اللغة - والمنافسة". على الرغم من معرفة أهميتها، "تفكك نموذج التعلم "المنافسة"، حسب إنجمان. أشار فيشبورن ليس فقط إلى الأطفال ولكن يمكن للوالدين التعلم من الفيلم؛ في رأيه، الأهم هو أن ينتبهوا لقدرات أطفالهم. شعر فياريال أيضًا أنه من خلال والد ديلان، سيكون الوالدان قادرين على التفكير فيما إذا كانا "يدفعان أطفالهم لاتباع أحلامهم وليس أحلام الأطفال".

## الاستقبال

### التسويق
تم الترويج للفيلم من قبل سلسلة المقاهي ستاربكس نتيجة شراكة بين ليونز غايت فيلمز وستاربكس انترتينمنت . في يناير 2006، بدأ ما يقرب من 8300 موقع لستاربكس في الولايات المتحدة وكندا حملة ترويجية للفيلم تتضمن ألعاب تريفيا متعلقة بالتهجئة وترقيات على أكمام أكواب من الورق المقوى. صرحت فارايتي أن شركة ليونز غايت أنفقت حوالي 20 مليون دولار في سوقها فقط، بينما ذكرت صحيفة لوس أنجلس تايمز أن تكلفة إنتاج الفيلم وتسويقه تبلغ 25 مليون دولار. كما رعت شركة فورد موتور الفيلم من خلال توفير سيارة لينكولن زفير لسائق الممثلين والمبدعين من وإلى العرض.
تم عرض هذا الفيلم لأول مرة في شو واست 2006 في 14 مارس، وتم عرضه لاحقًا باعتباره الفيلم الافتتاحي في مهرجان كليفلاند السينمائي الدولي الثلاثين في 16 مارس. في 20 أبريل، عُرض الفيلم في أكاديمية فنون وعلوم الصور المتحركة في بيفرلي هيلز، وتمت معاينة الفيلم في 900 دار عرض في 22 أبريل. مع تنبؤات عائدات شباك التذاكر القوية من قبل نقاد الأفلام، تم إصداره في جميع أنحاء البلاد في دور العرض في 28 أبريل، محققًا 6,011,585 دولارًا أمريكيًا في عطلة نهاية الأسبوع الافتتاحية من حوالي 2,195 دار سينما أمريكية واحتلاله المرتبة الثامنة في شباك التذاكر. أغلق الفيلم عرضه في 14 و20 يوليو محليًا ودوليًا على التوالي، بمبلغ 18,848,430 دولارًا محليًا و 110,994 دولارًا دوليًا. بينما تلقى الفيلم مراجعات إيجابية، لاحظ النقاد أنه لم يكن جيدًا من الناحية المالية كما توقعوا، ووصف مايكل بيرنز فيلم ليونز غايت إجمالي الفيلم بكلمة «فقط».
خارج الولايات المتحدة، ظهر الفيلم لأول مرة في مهرجان سبروكس تورنتو السينمائي الدولي للأطفال في 23 أبريل 2006، حيث تم اختياره كأفضل فيلم للأطفال الذين تتراوح أعمارهم بين 10 و 11 عامًا. في المملكة المتحدة، تم عرضه لأول مرة في مهرجان كامبريدج السينمائي في 7 يوليو، وعرض لأول مرة في دور العرض البريطانية في 18 أغسطس. تم عرض الفيلم أيضًا في أكتوبر 2006 في مهرجان روما السينمائي، حيث تنافس في أليسي في قسم المدينة.

### وسائط المنزل
تم إصدار الفيلم على قرص DVD بواسطة ليونز غايت هوم انترتيمنت في 29 أغسطس 2006، ليصبح أول قرص DVD معروض للبيع في ستاربكس. تتضمن ميزاته الإضافية على قرص DVD أحادي القرص سبعة مشاهد محذوفة و25 دقيقة من صنع الفيديو يظهر أتشنسون وطاقم العمل. وصلت مبيعات أقراص DVD في الولايات المتحدة إلى 5,391,947 دولارًا حيث تم بيع 317,942 نسخة بعد أسبوع واحد من البيع. بحلول ديسمبر 2006، كان المستهلكون الأمريكيون قد أنفقوا ما مجموعه 25855396 دولارًا أمريكيًا لشراء 1512498 نسخة، مما يجعلها واحدة من أكثر ثلاثة إصدارات فيديو منزلية ربحية من ليونز غايت في عام 2006.

### النقد

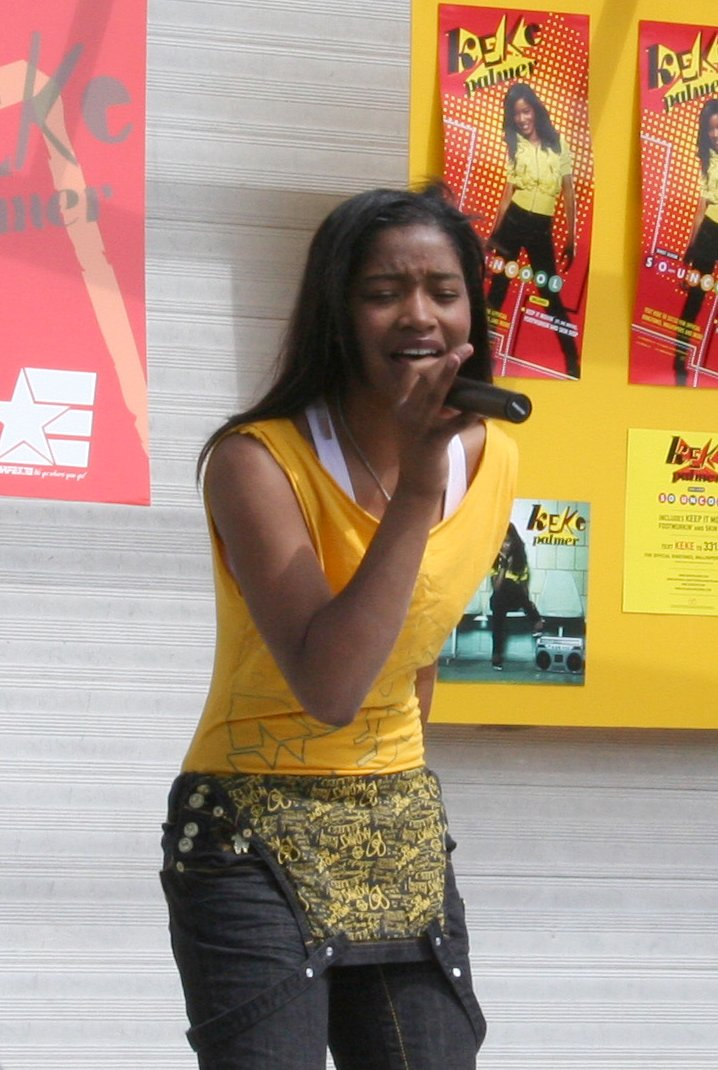
أشاد النقاد بشدة بتصوير كيكي بالمر لأكيلا، حيث قال أحدهم إنها «[سرقت] الفيلم من أنجيلا باسيت ولورنس فيشبورن». قادها أداء بالمر للفوز بالعديد من الجوائز، بما في ذلك جائزة الفيلم الأسود، وجائزة بلاك ريل، وجائزة NAACP Image، وجائزة الفنان الشاب.

تلقى الفيلم آراء إيجابية بشكل عام من نقاد الفيلم. أبلغ موقع مجمع المراجعة على الويب روتين توميتوز عن نسبة موافقة تبلغ 85٪ بناءً على 141 مراجعة، بمتوسط تقييم 7.08 / 10. يقرأ الإجماع النقدي للموقع، «قصة دافئة، صديقة للأسرة، مستضعف، تتميز بأداء رائع داعم من كيكي بالمر، لورانس فيشبورن، وأنجيلا باسيت». على ميتاكريتيك، حصل الفيلم على معدل مرجح قدره 72 من أصل 100، بناءً على 30 نقادًا، مما يشير إلى «المراجعات الإيجابية بشكل عام». ذكرت سينما سكور أن المشاهدين أعطوا الفيلم درجة نادرة بمتوسط تقدير "A +".
كتب روجر إيبرت من شيكاغو سان تيمز أنه «فيلم جيد بشكل غير مألوف، مسلٍ ومُلهِم بالفعل». الكتابة لمجلة فيلم جورنال إنترناشونال، أشادت دوريس توماركين بإيقاعها وكيف أن «أتشيسون يأخذ مسابقات إملائية وينقل إثارة» الرياضة «وجاذبية» اللعبة «وتشويق الفوز والضربة الساحقة من خسارة». ووصف هورنادي من صحيفة واشنطن بوست الفيلم بأنه «انتصار على عدة مستويات» وأعرب بشكل خاص عن تقديره لعرض جنوب لوس أنجلوس بدون صور نمطية. شعرت جين كليفورد من جامعة كاليفورنيا في سان دييغو أن الفيلم سوف يجذب كل من الأطفال والبالغين ، وذكرت أنه في كل مرة حاولت فيها التنبؤ بمخططه «أخذ منعطفًا حادًا. وهو منعطف يتركك في مواجهة الصور النمطية الخاصة بك والشعور بالخجل قليلاً». أكدت دانا ستيفنز، التي كتبت لصحيفة نيويورك تايمز، أن «التشويق الفطري وسحر النحلة الإملائية»، و«ثلاثي من عروض الكراك» يمكن أن يحول «صورة رياضية معادلة» إلى «قصة تنجح في الإلهام دون أن تكون بذيء». كتب شانتايا غرانت من جامايكا أوبزرفر أن «التمثيل مذهل، والعواطف حقيقية، وقصة الانتصار الأسود هذه مجرد ظاهرة استثنائية». أكد ناقد في نيويورك برس أن أكيلا والنحلة «يعيدان إحياء فكرة ضائعة تقريبًا عن ماهية الفيلم الفني حقًا» لأنه يتمتع «باهتمام كبير بالشخصية والمكان وعلم النفس والوجود».
علق شانغ أوف فارييتي قائلاً إنه «يلعب مثل ذا كاراتي كيد مع أجندة مؤيدة لمحو الأمية، ويدفع جميع الأزرار العاطفية الصحيحة ولكنه يضرب عددًا قليلاً من الأزرار الخاطئة في هذه العملية». ذكرت مراجعة ذا إفنينغ كرونيكل أنها «تخفي بعض المفاجآت السردية» لكنها أكدت أن أتشيسون قادر أيضًا على «تحدي توقعاتنا». وانتقد توران من صحيفة لوس أنجيليس تايمز أن الفيلم «يرسل حبكة تلغراف». ومع ذلك، فقد امتدحها باعتبارها «حلوة حقًا وملهمة بشكل حازم». صرحت سينثيا فوكس من بوب ماترز بأنها ذات صيغة معينة لأنها تحتوي على بعض «الاتفاقيات التي تجعل العديد من الأفلام الأخرى تبدو وكأنها قديمة»، لكنها «تعيدها قليلاً»، مؤكدة على «الأنشطة الفكرية» التي تشارك أكيلا فيها. علاوة على ذلك، وصف ريك جروين الفيلم بأنه «ترفيهي مشتق بطريقة تبعث على الشعور بالرضا» من قبل ريك غروين في مقال لصحيفة ذا غلوب أند ميل. وصفه إنجمان من أوستن كرونيكل بأنه فيلم رياضي نموذجي وشعر أنه كان ثقيلًا في بعض الأحيان. ومع ذلك، فقد أشادت بالفيلم بسبب موضوعاته ووصفت الفيلم بأنه «مرغوب فيه وجذاب» وقالت إنه يتمتع «بجاذبية بين الجنسين». جادل موريس من ذا بوستن غلوب، «إذا كان هذا الفيلم أداة تجارية عامة جيدة التزييت، فهي أول من يصور محنة طفل أسود فقير موهوب حقًا». أضاف موريس: «من الواضح أنها دعاية عاطفية. لكنها مجرد نوع من الدعاية التي يحتاجها أطفالنا».
على الرغم من كونه فيلمًا "حاز على استحسان النقاد"، وفقًا لروتين توميتوز لم تكن جميع مراجعاته إيجابية. وصفتها آنا سميث من الإمبراطورية بأنها "نموذجية وأمريكية بالكامل"، وعلقت على أن العديد من المشاهد "تبدو وظيفية وليست ملهمة"، وأن الفيلم ركز على القضية العرقية "بدرجة كبيرة جدًا". صرح سميث أن "التآمر والتوصيف غير المألوف يعني أنه يحتوي على قصة تلفزيونية "مكتوب في كل مكان". أكد مارك موهان من صحيفة أوريغونيان أنه يمكن مقارنتها بعروض ما بعد المدرسة بسبب "افتقارها إلى الأصالة في الحبكة والشخصية". كما قامت جيسيكا وينتر منتايم أوت بإجراء مقارنة مع العروض الخاصة بعد المدرسة ، قائلة "على الشاشة الكبيرة ... تبدو الكليشيهات أكبر وخصائصها أوسع مما كانت عليه في التلفاز الأكثر تسامحًا". أعرب نيك شاغر من مجلة سلانت عن أسفه لأن "الكليشيهات كثيرة جدًا بحيث لا يمكن ذكرها"، بينما أكد نيل سميث من بي بي سي أن لديها "قدر ... خيال سيد الخواتم". اعتبر جان ستيوارت من نيوزداي أنها "خالية من التشويق تقريبًا"، بينما صرح روبرت هانكس من صحيفة الإندبندنت أن لديها رسالة مهمة ولكن هذا "عار لا يمكن تغليفه بقصة أقل تزويرًا". وتعليقًا على صحيفة التايمز، شدد كريس أيريس على أنه على الرغم من أنها تتمتع "بذوق بصري" جيد، إلا أنها "تدمرها التلاعب العاطفي بأسلوب أوبرا". اعتبرها كايل سميث من نيويورك بوست أنها "مثيرة للارتقاء ولكن لا تخيل"، مما يشير إلى أن " أكيلا والنحل دافئة جدًا وذات نية حسنة لدرجة أنك قد تجد نفسك ترغب في الإعجاب بها أكثر مما تحبه حقًا".
على الرغم من الانتقادات، فإن أداء أعضاء فريق التمثيل عادة ما يتم استقباله بشكل جيد - على وجه الخصوص، تصوير بالمر لعقيلة. قالت إيبرت: «الفيلم يعتمد عليها، وهي تستحق ثقته». رأى هورنادي أن «أكيلا بالمر هي تلك السينمائية رارا أفيس، الطفل اللطيف دون أن يكون لطيفًا للغاية، متعاطفًا دون أن يكون متخمًا، ويمكن تصديقه دون أن يكون مملًا». صرحت أفيننج كرونيكل أن بالمر قامت بذلك «برفق دون مجهود» وأنها «تحمل الفيلم ولا تثير أي ملاحظة عاطفية خاطئة». شعر فوكس أن معظم نقاط القوة في الفيلم «لها علاقة بأداء بالمر الفائز». أعلن إنغمان أن «فرقة أتشيسون رائعة، ونجمته، بالمر، هي ممثلة شابة واثقة بشكل خيالي تنقل عاصفة أكيلا لمشاعر عمرها 11 عامًا دون أي جهد واضح». أثنى توران على كيف أن «حضور وقدرة فيشبورن وباسيت يمنحان هذا الفيلم نزاهة مرحب بها». صرح موهان، «على الرغم من أن فيشبورن وباسيت يمكنهما القيام بهذه الأدوار في نومهما، فإن الأطفال في الواقع يشاركون تمامًا». شعر تورماكين بوجود «عروض رائعة في كل مكان» وأن فيشبورن وباسيت «يقدمان دعمًا جيدًا في أدوار يمكن تصديقها تمامًا».

### القضايا العرقية
وصف تشانغ والد ديلان بأنه «صورة نمطية آسيوية قاسية»، بينما وجد موهان من ذا أوريغونيان أنه من التناقض أن يحتوي فيلم مناهض للعنصرية على مثل هذا التصوير. حتى أن بيتر برادشو من صحيفة الغارديان زعم أن عبارة «إذا كنت بالكاد تستطيع التغلب على فتاة سوداء صغيرة» (التي قالها والد ديلان) تشير إلى أن أتشيسون «يعتقد أنه لا بأس في جلب العنصرية بجعل الآسيويين عنصريين». علق ريتشارد فون بوساك من ميترو سيليكون فالي قائلاً: «بالتغلب على الصور النمطية السوداء، يضغط الفيلم بقدميه اليسرى في مستنقع القوالب النمطية الآسيوية». كما انتقدت بيث أكوماندو من قناة KPBS تصوير ديلان ووالده على أنهما «كليشيهات مؤلمة»، بينما وجد شاغر من مجلة سلانت أنها غير حقيقية ، حتى أنها شبهت أسلوب والد ديلان «الديكتاتوري» بماو تسي تونغ.
نشر الباحثان شاريز بينمتل كاثلين سوير من جامعة ولاية تكساس مقالاً بعنوان أكيلا والنحل: قصة ملهمة عن الفكر الأمريكي الأفريقي والانتصار أو الخطاب العنصري الذي يتم تقديمه على طبق آخر؟" في عدد مايو 2011 من مجلة وجهات نظر متعددة الثقافات.في تحليل الخطاب النقدي ، يجادل المؤلفون بأنه على الرغم من أنه يبدو فيلمًا "بريئًا بدرجة كافية"، إلا أن له مقاربات رئيسية تجعله عنصريًا. أولاً، يعني ضمناً أن الأمريكيين من أصل أفريقي يحتاجون إلى إنقاذ من قبل الآخرين؛ ثانيًا، يصور المجتمعات الأمريكية الأفريقية على أنها "تتميز بالتشرد والفقر والإجرام والبطالة وبقايا نشاط العصابات"؛ ثالثًا، يشير أن السود عادةً ما يحققون النجاح فقط من خلال الرياضة من خلال "ربط جوهر قدرة أكيلا الهائلة على التهجئة بقدراتها الإيقاعية"؛ ويظهر أن الأمريكيين من أصل أفريقي فقط يمكنهم النجاح خارج مجتمعاتهم، "بعيدًا عن براثن القمعية الخاصة بهم ".
انتقدت ليندر ، في مقالها الصادر في سبتمبر 2011 بعنوان «توضيح الفرق العنصري: تجاوز الخطابات الملهمة فيأكيلا والنحل»، قائلة إن الفيلم «يعمل كمنصة لميلودراما عرقية يتم من خلالها تعزيز وتقوية مُثل البياض» باستخدام تصنيفات ليندا ويليامز لما يشكل ميلودراما عنصرية، يجادل ليندر بأنه يوصف بأنه فيلم «ملهم» بسبب «تصويره لإيذاء أكيلا من قبل المجتمع الأسود المحيط بها» والفداء الذي تم تحقيقه فقط «من خلال خطاب مثالي عن النجاح التربوي للشباب كما تحدده الثقافة السائدة (البيضاء)». قال ليندر إن الشخصيات «يتم تمثيلها في الغالب على أنها» لا تهتم بالهروب «من الاضطهاد والقيود المجتمعية» وأنه «لا توجد علامة طوال الفيلم على أي نوع من التغيير الدائم لمدرسة أكيلا أو أقرانها الصغار».
يؤكد ليندر أنه يخلق انقسامًا بين «النجاح (البياض) مقابل الفشل (السواد)». حدد بيمنتل وسوير، وكذلك ليندر، لارابي على أنه الشخص الذي أوضح هذا الفصل عندما أظهر تجاهله للغة الإنجليزية الأمريكية الأفريقية. كتب المؤلفون المشاركون أن لارابي يشير ضمنيًا إلى أن «الأشكال المشروعة للذكاء لا يمكن تحقيقها إلا من خلال منظور مركزي أوروبي، وبالتالي تقديم رسالة مفادها أنه يجب إنقاذ أكيلا من طرق معرفتها الأمريكية الأفريقية، حتى يتم اعتبارها فكرية». ومن المخالفات الأخرى التي علق عليها العلماء «بين الداعمة الدكتور لارابي والدة عقيلة المتشككة». قالت بيمينتال وسوير إنها تُصوَّر على أنها «أميركية من أصل إفريقي معرقلة»، بينما أكدت الباحثة جلوريا لادسون بيلينجز أنها تمثل الصورة النمطية «للمرأة السوداء الجاهلة». على الرغم من أن فوكس قال إن الفيلم كان قادرًا على تجنب حبكة «شخصية السلطة البيضاء تنقذ طفل الطبقة الدنيا» من خلال تقديم لارابي، لادسون، بيلينجز، ليندر، وبيمنتل وسوير رأوا أنه لم يفعل. بعد كل شيء، لارابي، كما وصف ليندر، «رجل أسود غير مهدد اندمج مع الثقافة البيضاء ويمكن الاعتماد عليه للمساعدة في استيعاب الآخرين».

## الجوائز
تم ترشيح الفيلم لستة جوائز بلاك ريل، وفاز فقط بجائزة أفضل ممثلة عن بالمر. من بين خمسة ترشيحات لجوائز NAACP للصور، فازت البطلة بكونها بممثلة بارزة في فيلم سينمائي وكتابة رائعة في فيلم روائي طويل / فيلم تلفزيوني - كوميدي أو دراما. في حفل توزيع جوائز الفيلم الأسود، فاز بالجوائز الخمس التي رشح لها. حدث الشيء نفسه خلال حفل جوائز الفنان الشاب حيث تم ترشيحه لفئتين وفاز بجائزتين، وفي حفل جوائز CAMIE حيث تم ترشيحه وفاز بجائزة. تم ترشيح الفيلم أيضًا ولكن لم يفز بأي جائزة من جوائز BET جوائز جمعية نقاد بث الأفلام، شيكاغو فيلم كريتيك، وجوائز الأقمار الصناعية. انتخبه المجلس الوطني للمراجعة من بين أفضل عشرة أفلام مستقلة تم إنتاجها في عام 2006. بالإضافة إلى ذلك، أضاف اثنان من النقاد السينمائيين، كريس كالتنباخ من بالتيمور صن وكاري ريكي من فيلادلفيا انكوايرر، الفيلم إلى قائمتهم لأفضل عشرة أفلام لهذا العام. انتخب ستيف بيرسال من سان بطرسبرج تايمز أفضل فيلم عائلي لعام 2006.